# 969
969 (CMLXIX) fue un año común comenzado en viernes del calendario juliano, en vigor en aquella fecha.

## Acontecimientos
- Conquista fatimí de Egipto

## Nacimientos
- Olaf I de Noruega (fecha aproximada)
- Guillermo V de Aquitania
- Þorbrandur Þorfinnsson, vikingo.

## Fallecimientos
- Nicéforo II, emperador bizantino.
- 11 de julio - Olga de Kiev, gobernante de Rusia.